# Zunil

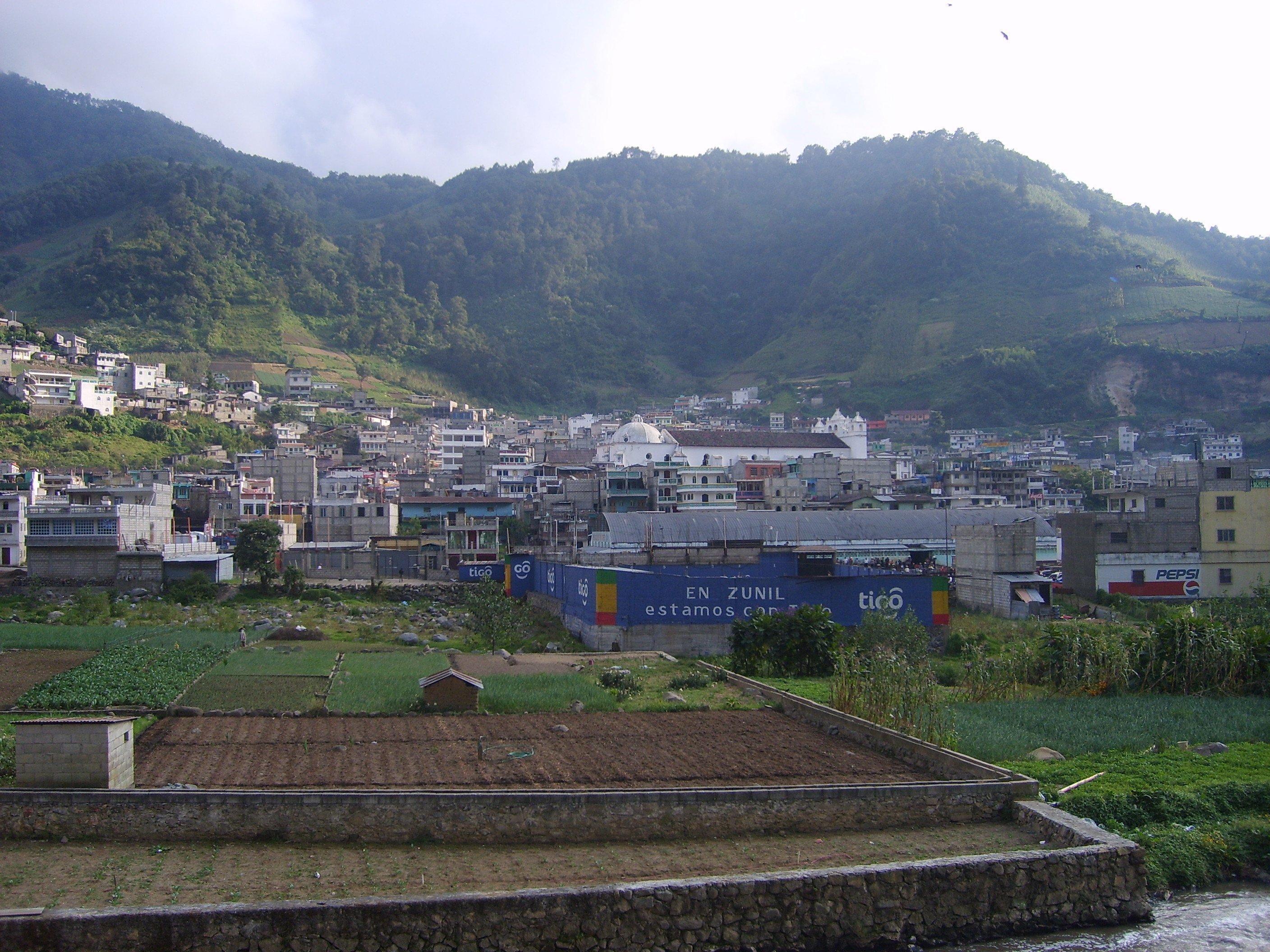
Zunil - panorama.

Zunil é uma cidade da Guatemala do departamento de Quetzaltenango. A área do município é de 92 km². As principais produções agrícolas são o café e banana.